# Zdenek Adalbert von Lobkowicz
Zdenek Adalbert von Lobkowicz, in italiano Zdenek Adalberto di Lobkowicz, più propriamente Popel zu Lobkowicz (Praga, 15 agosto 1568 – Roudnice, 16 giugno 1628), fu cancelliere del Regno di Boemia dal 1599 al 1628 e primo principe di Lobkowicz dal 1623 al 1628.

## Biografia
Membro della nobiltà boema, Zdenek Adalbert von Lobkowicz compì i propri primi studi presso i gesuiti e successivamente seguì delle lezioni all'Università di Praga, compiendo anche un grand tour in Europa.
Tornato in Boemia, nel 1591 entrò nel servizio diplomatico della corte di Praga. Quando l'imperatore Rodolfo II, sotto la spinta del papa, decise che dal 1599 tutti gli uffici di governo della Boemia dovessero essere amministrati da cattolici, tutti coloro che avevano goduto di un'educazione rigidamente cattolica vennero premiati e nello specifico Zdenek divenne gran cancelliere del Regno di Boemia in virtù della fedeltà dimostrata all'imperatore nell'opposizione alla riforma protestante che andava dilagando nei territori boemi all'epoca.
Quando l'imperatore Rodolfo II infine decise di concedere comunque la libertà religiosa ai boemi nel 1609 con una propria lettera, Zdenek si schierò con l'opposizione e si rifiutò di firmare il documento. Malgrado ciò, anche sotto l'imperatore successivo, Mattia, fu in grado di mantenere la propria posizione e nel 1617 fu tra i fautori dell'incoronazione di Ferdinando II a re di Boemia, incoronazione che aveva notevolmente diviso il paese. Sfuggì alla defenestrazione di Praga del 1618 perché all'epoca si trovava a Vienna per dei negoziati. Anche dopo la battaglia della Montagna Bianca rimase per lo più alla corte imperiale viennese.
Come cancelliere, si oppose alla pena capitale per quanti si erano rivoltati contro l'imperatore, preferendo per questi lunghe pene detentive, respingendo nel medesimo modo anche le confische di proprietà che la monarchia asburgica era intenzionata a perpetrare. Questo fatto, se gli fece guadagnare alcuni sostenitori in patria, diminuì notevolmente la sua influenza politica a Vienna e presso l'imperatore.
Ottenuta la decorazione del Toson d'oro, venne premiato col titolo di principe del Sacro Romano Impero, ma morì appena cinque anni dopo, nel 1628.

## Matrimonio e figli

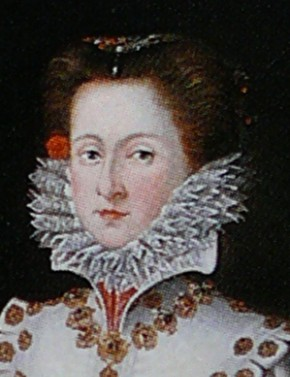
Polyxena von Pernstein, moglie del principe di Lobkowicz

Nel 1603 Zdeněk sposò Polyxena von Pernstein, già vedova di Wilhelm von Rosenberg, dalla quale ebbe l'erede, Venceslao Eusebio di Lobkowicz. Donna molto ricca e pia, Polyxena fu per Zdenek una fedele compagna di vita e lo supportò largamente nello sviluppo della sua carriera politica. Nel contempo Zdenek Vojtech accettò sempre in silenzio e con gratitudine l'aiuto della moglie anche nella gestione delle proprietà di famiglia, tra le quali il castello di Roudnice nad Labem.

## Albero genealogico
|                                                             |                              |                                                | Genitori                                           |  |  | Nonni |  |  | Bisnonni                                                 |  |  | Trisnonni                                                 |  |
|                                                             |                              |                                                |                                                    |  |  |       |  |  | Johann I Popel von Lobkowicz, barone Popel von Lobkowicz |  |  | Mikulas I Popel von Lobkowicz, barone Popel von Lobkowicz |  |
|                                                             |                              |                                                |                                                    |  |  |       |  |  | Johann I Popel von Lobkowicz, barone Popel von Lobkowicz |  |  | Mikulas I Popel von Lobkowicz, barone Popel von Lobkowicz |  |
|                                                             |                              | …                                              |                                                    |  |  |       |  |  | Johann I Popel von Lobkowicz, barone Popel von Lobkowicz |  |  |                                                           |  |
| Ladislav I Popel von Lobkowicz, barone Popel von Lobkowicz  |                              |                                                |                                                    |  |  |       |  |  | Johann I Popel von Lobkowicz, barone Popel von Lobkowicz |  |  |                                                           |  |
|                                                             |                              | Anna Sswihowsky z Risemberk                    | Wilhelm von Schwihowsky                            |  |  |       |  |  |                                                          |  |  |                                                           |  |
|                                                             |                              | Anna Sswihowsky z Risemberk                    | Wilhelm von Schwihowsky                            |  |  |       |  |  |                                                          |  |  |                                                           |  |
|                                                             |                              | Anna Sswihowsky z Risemberk                    | Katharina von Wartenberg                           |  |  |       |  |  |                                                          |  |  |                                                           |  |
| Ladislav II Popel von Lobkowicz, barone Popel von Lobkowicz |                              | Anna Sswihowsky z Risemberk                    |                                                    |  |  |       |  |  |                                                          |  |  |                                                           |  |
|                                                             |                              | Jiri Kragjrz z Kraigk, barone Kragjrz z Kraigk | Wolfgang Kragjrz z Kraigk, barone Kragjrz z Kraigk |  |  |       |  |  |                                                          |  |  |                                                           |  |
|                                                             |                              | Jiri Kragjrz z Kraigk, barone Kragjrz z Kraigk | Wolfgang Kragjrz z Kraigk, barone Kragjrz z Kraigk |  |  |       |  |  |                                                          |  |  |                                                           |  |
|                                                             |                              | Jiri Kragjrz z Kraigk, barone Kragjrz z Kraigk | Elisabeth Czernohorsky von Boskowicz               |  |  |       |  |  |                                                          |  |  |                                                           |  |
| Benigna Katharina Anna Kragjrz z Kraigk                     |                              | Jiri Kragjrz z Kraigk, barone Kragjrz z Kraigk |                                                    |  |  |       |  |  |                                                          |  |  |                                                           |  |
|                                                             |                              | Apollonia von Puchheim                         | Hartneid von Puchheim, signore di Puchheim         |  |  |       |  |  |                                                          |  |  |                                                           |  |
|                                                             |                              | Apollonia von Puchheim                         | Hartneid von Puchheim, signore di Puchheim         |  |  |       |  |  |                                                          |  |  |                                                           |  |
|                                                             |                              | Apollonia von Puchheim                         | orothea von Wildingsmauer                          |  |  |       |  |  |                                                          |  |  |                                                           |  |
| Zdenek Adalbert von Lobkowicz, I principe di Lobkowicz      |                              | Apollonia von Puchheim                         |                                                    |  |  |       |  |  |                                                          |  |  |                                                           |  |
|                                                             | Jindrich Berka z Dubé e Lipa | Jiri Berka z Dubé e Lipa                       |                                                    |  |  |       |  |  |                                                          |  |  |                                                           |  |
|                                                             | Jindrich Berka z Dubé e Lipa | Jiri Berka z Dubé e Lipa                       |                                                    |  |  |       |  |  |                                                          |  |  |                                                           |  |
|                                                             | Jindrich Berka z Dubé e Lipa | Markéta z Koldic                               |                                                    |  |  |       |  |  |                                                          |  |  |                                                           |  |
| Zdenek Berka z Dubé e Lipa                                  | Jindrich Berka z Dubé e Lipa |                                                |                                                    |  |  |       |  |  |                                                          |  |  |                                                           |  |
|                                                             |                              | Afra Malowecz von Cheynow                      | Johann Malowecz von Paczow                         |  |  |       |  |  |                                                          |  |  |                                                           |  |
|                                                             |                              | Afra Malowecz von Cheynow                      | Johann Malowecz von Paczow                         |  |  |       |  |  |                                                          |  |  |                                                           |  |
|                                                             |                              | Afra Malowecz von Cheynow                      | Afra Auliczky von Plessnicz                        |  |  |       |  |  |                                                          |  |  |                                                           |  |
| Johana Berka z Dubé e Lipa                                  |                              | Afra Malowecz von Cheynow                      |                                                    |  |  |       |  |  |                                                          |  |  |                                                           |  |
|                                                             |                              | …                                              | …                                                  |  |  |       |  |  |                                                          |  |  |                                                           |  |
|                                                             |                              | …                                              | …                                                  |  |  |       |  |  |                                                          |  |  |                                                           |  |
|                                                             |                              | …                                              | …                                                  |  |  |       |  |  |                                                          |  |  |                                                           |  |
| Katharina von Haugwitz                                      |                              | …                                              |                                                    |  |  |       |  |  |                                                          |  |  |                                                           |  |
|                                                             |                              | …                                              | …                                                  |  |  |       |  |  |                                                          |  |  |                                                           |  |
|                                                             |                              | …                                              | …                                                  |  |  |       |  |  |                                                          |  |  |                                                           |  |
|                                                             |                              | …                                              | …                                                  |  |  |       |  |  |                                                          |  |  |                                                           |  |
|                                                             |                              | …                                              |                                                    |  |  |       |  |  |                                                          |  |  |                                                           |  |